# ヴェルフスラヴァ・フセヴォロドヴナ
ヴェルフスラヴァ（アナスタシヤ）・フセヴォロドヴナ（ロシア語: Верхуслава(Анастасия) Всеволодовна、ポーランド語: Wierzchosława nowogrodzka：「ノヴゴロドのヴェルフスラヴァ」の意、1125年頃 - 1162年3月15日）は、ノヴゴロド公フセヴォロドの娘であり、ポーランド大公ボレスワフ4世の妻となった人物である。

## 生涯
1137年にボレスワフと結婚し3人の子を産んだ。なおヴェルフスラヴァの死後、ボレスワフはガーリチ公ウラジーミルの娘・マリヤと再婚している。

## 子女
ポーランド大公ボレスワフ4世との間に以下の3人の子を産んだ。
- ボレスラフ（1156年 - 1172年）
- 娘（1160年以前 - 1178年以降） - 1172年もしくは1173年に、ヴァシリコ・ヤロポルコヴィチ（シュムスク公、後にドロヒチン公）と結婚した。
- レシェク(en)（1162年 - 1186年） - マゾフシェ公